# 罗越嘉
罗越嘉（1925年—），女，浙江绍兴人，中华人民共和国政治人物，曾任吉林省人民政府副省长，吉林省政协副主席，第三届全国人大代表，第五、六、七、八届全国政协委员。